# Hippolytia delavayi
Hippolytia delavayi là một loài thực vật có hoa trong họ Cúc. Loài này được (Franch. ex W.W.Sm.) C.Shih mô tả khoa học đầu tiên năm 1979.